# Instalacja balastowa
Instalacja balastowa – zespół rur, zbiorników i armatury służący do poprawy stateczności jednostki pływającej poprzez użycie wody zaburtowej jako dodatkowego balastu. Stosowany w żegludze morskiej wszędzie tam, gdzie masa stałego balastu nie przekracza 25% całkowitej masy jednostki. System pomp umożliwia regulację wypełnienia zbiorników w zależności od przenoszonego załadunku i panujących warunków pogodowych. Instalacja balastowa odgrywa znaczącą rolę w przypadku dużych statków, np. zbiornikowców. Woda morska stanowi niezbędny balast podczas żeglugi bez załadunku. Po wypełnieniu ładowni wodę wypompowuje się z powrotem do morza. Zdaniem ekologów takie przenoszenie wody morskiej wraz z organizmami w niej żyjącymi pomiędzy różnymi częściami świata stanowi poważne zagrożenie dla lokalnych ekosystemów.
Instalacje balastowe spotyka się niekiedy również na jachtach żaglowych. Przykładem jest s/y Pen Duick V Éricka Tabarly'ego.